# Glenkiln
Gleann na Cille (Anglais : Glenkiln) est une vallée avec un réservoir dans les Southern Uplands, près de Dumfries en Écosse. Glenkiln se trouve à 158 m au-dessus du niveau de la mer, à seulement 12 km de Dumfries juste au point de référence OS NX8477. Le parc de sculptures de Glenkiln est très renommé autour du monde.

## La Pêche
Le réservoir est doté d’une grande quantité d’eau douce donc on peut y pratiquer la pêche si on reçoit un permis de la part des autorités du coin. Les eaux du réservoir coulent vers le ruisseau du Cluden et puis à la rivière Nith et, enfin, à la mer.

## Parc de Sculptures
Les Keswick, grands propriétaires locaux, établirent cette collection de sculptures en plein air en 1951. Ils avaient une étroite amitié avec Henry Moore, qui leur proposa l’idée du parc. Il y a trois exemples de l’œuvre de celui-ci: Le Roi et La Reine (1955), La Croix de Glenkiln (1955 – 1956), située au sommet d’une colline, Figure Étendue (1950) et Figure Réclinée N° 2 (1959), et en plus il y a Jean le Baptiste, une œuvre de Auguste Rodin de 1878, qu’il réalisa au début de sa carrière. On peut voir aussi La Visitation, de Jacob Epstein qui date de 1926. 

## Cyclisme
Glenkiln fait partie du réseau régional de cyclisme de Dumfries et Galloway. La route circulaire de Glenkiln se trouve à seulement 2 heures (aller-retour) de Dumfries. Les voies sont peu fréquentées et la signalisation routière est très bonne.

## Images

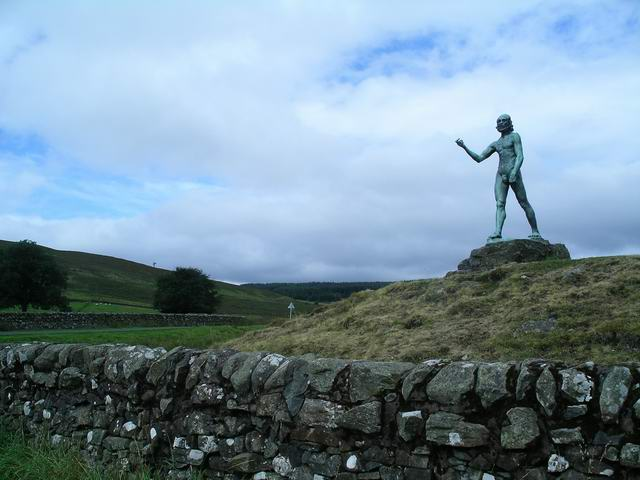
Jean Baptiste de Auguste Rodin
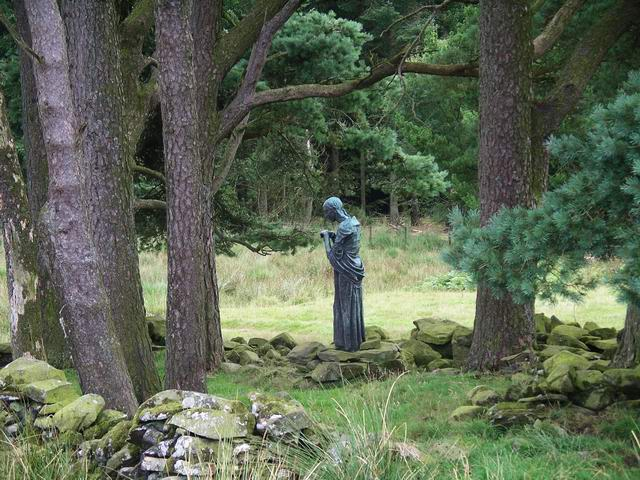
La Visitation de Jacob Epstein
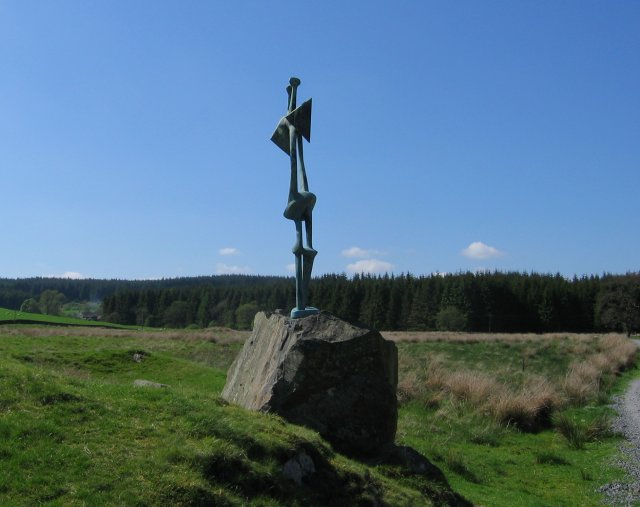
Figure de pied de Henry Moore
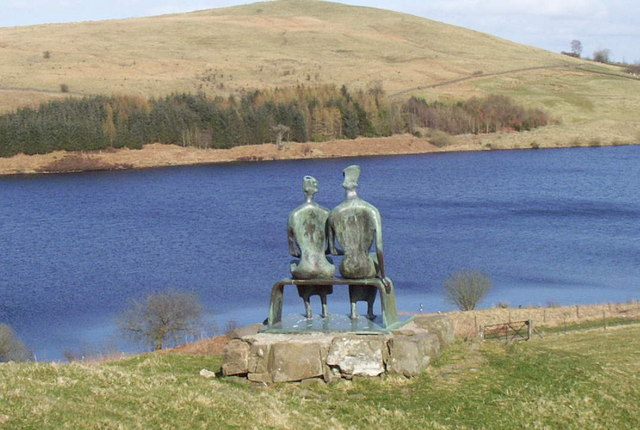
Le Roi et la Reine  de Henry Moore
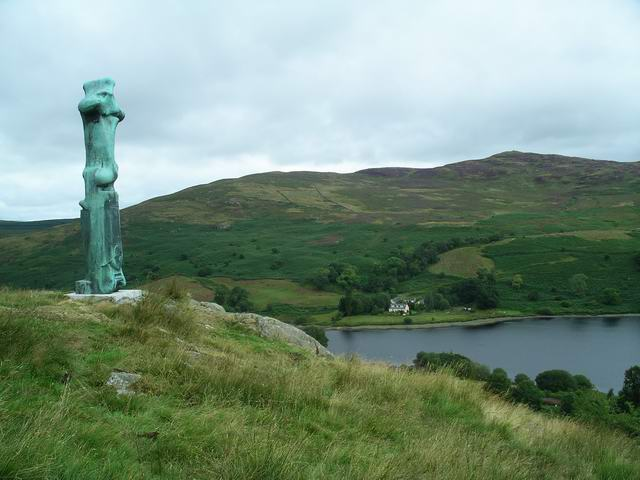
La Croix de Glenkiln de Henry Moore
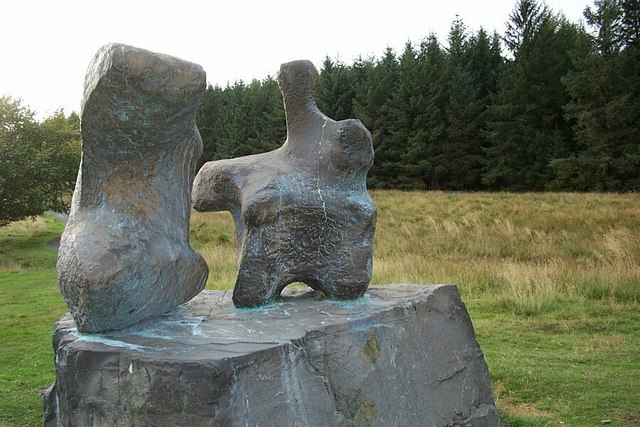
Figure Étendue Numéro 2 de Henry Moore